# Mahmoud Abou El-Saoud
Mahmoud Abou El-Saoud (Mansoura, 30 de novembro de 1987) é um futebolista profissional egípcio que atua como goleiro.

## Carreira
Mahmoud Abou El-Saoud representou o elenco da Seleção Egípcia de Futebol no Campeonato Africano das Nações de 2010.

## Títulos
Seleção Egípcia
- Campeonato Africano das Nações: 2010